# Nicolasia nitens
Nicolasia nitens là một loài thực vật có hoa trong họ Cúc. Loài này được (O.Hoffm.) Eyles mô tả khoa học đầu tiên năm 1950.